# An–10
Az Аn–10 (NATO-kódja Cat) szovjet négyhajtóműves, légcsavaros gázturbinás utasszállító repülőgép, melyet az Antonov tervezőiroda fejlesztett ki az 1950-es évek közepén. Több mint száz darabot gyártottak belőle, de tervezési hibák és anyagfáradás miatt hamar kivonták a forgalomból. Az An–10-en alapuló An–12-es katonai szállító repülőgép sikeresebb pályát futott be.

## Története
A gép gyökerei az An–8 prototípusa, a P gyártmány utasszállító változatáig, az N gyártmányjelzésű gépig nyúlnak vissza. Antonov a kéthajtóműves szállító repülőgép fejlesztése során már egy nagyobb, négyhajtóműves gép elképzelését is felvázolta. Nyikita Hruscsov pártfőtitkár 1955-ben látogatást tett az Antonov tervezőirodában, ahol elnyerte a tetszését a négyhajtóműves utasszállító repülőgép ötlete. A szovjet kormány 1955. november 30-i határozatában megbízta az Antonov tervezőirodát egy 500–2000 km közötti hatótávolsággal rendelkező, négyhajtóműves, légcsavaros utasszállító repülőgép, továbbá egy egy katonai szállító repülőgép tervezésével. 1955 végén törölték az N gyártmány fejlesztési programját és elkezdődött a négyhajtóműves gép tervezése. Az U (vagyis Ukrajina) gyári jelzésű utasszállító előzetes terveit a tervezőirodában 1956 májusában hagyták jóvá. A géphez a fejlesztés alatt álló NK–4-es, vagy AI–20-as légcsavaros gázturbinák valamelyikét tervezték alkalmazni, a hajtóművek tesztelési eredményének függvényében. A katonai szállító változat az An–12 volt, melynek fejlesztése az An–10-zel párhuzamosan folyt.
A prototípus 1957 elejére készült el. A gépbe a sorozatgyártásra kiválasztott AI–20-as légcsavaros gázturbinákat szerelték. Az SZSZSZR-U1957 lajstromjelű prototípussal 1957. március 7-én hajtották végre az első felszállást Jakov Vernyikov berepülőpilóta parancsnoksága alatt Kijevben, a 473. sz. repülőgépgyár gyári repülőteréről, a szvjatosini repülőtérről, míg a leszállásra az akkor katonai repülőtérként működő Boriszpili repülőtéren került sor. A prototípus érdekessége volt, hogy az Aeroflot festést kapott gépen az Ukrajina felirat szerepelt ukránul. A gépet a nyilvánosság előtt első alkalommal 1957 júniusában a vnukovói repülőtéren mutatták be.
Az Аn–10 kiváló teljesítményt produkált, de kezdettől fogva stabilitási problémákkal küszködött. Vezérsíkját áttervezték, de ez nem oldotta meg a helyzetet: 1959-ben és 1960-ban is lezuhant egy-egy gép. 1972-ben egy Аn–10 szétesett a levegőben; a többi gépen végzett ellenőrzés anyagfáradást mutatott ki a szárny rögzítésénél. A típust ezután 1973-ban kivonták a forgalomból.